# 돋보기

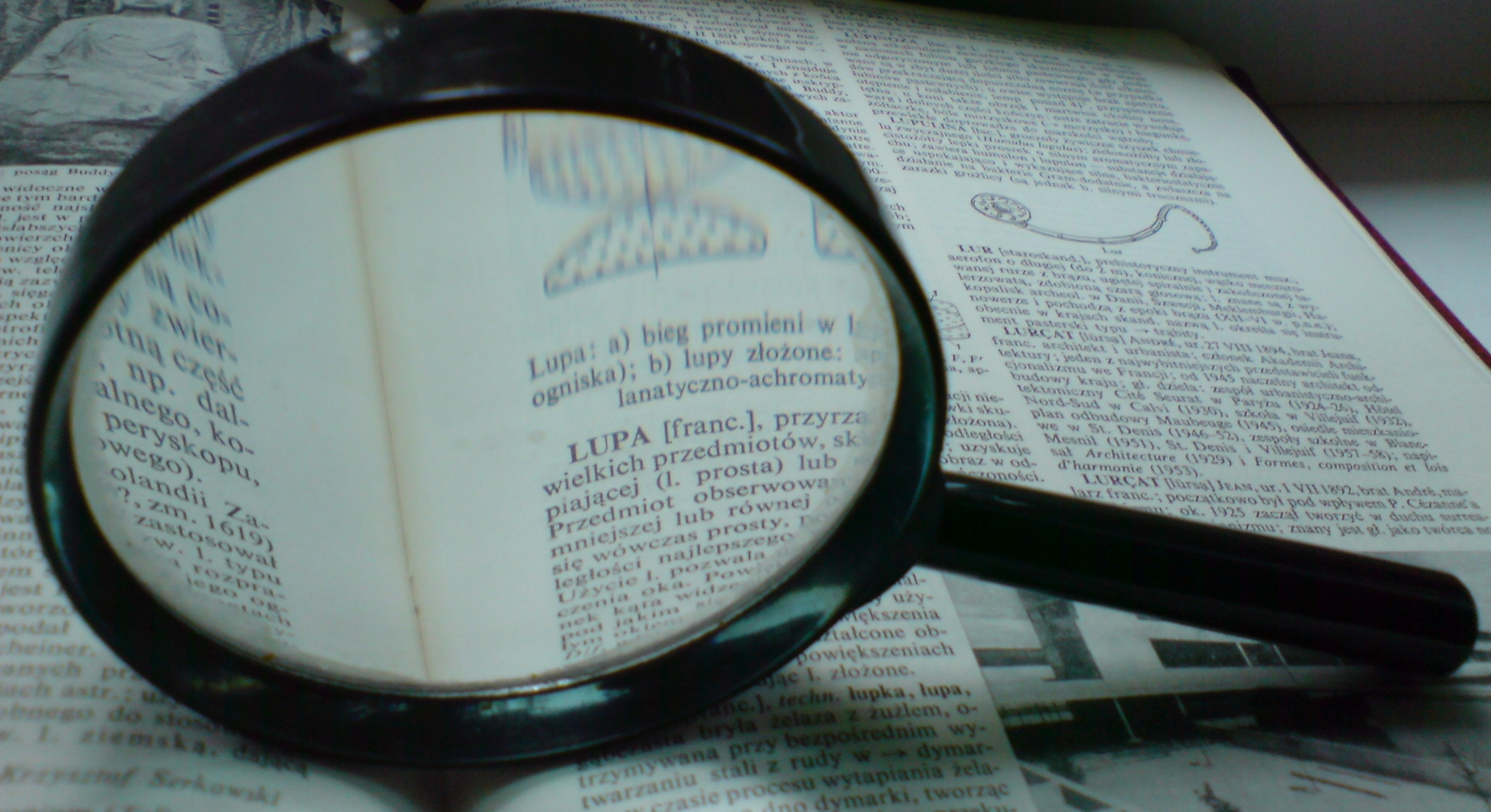
돋보기의 모습.

돋보기 또는 확대경(擴大鏡)은 물체의 상을 확대하여 볼 수 있게 만든 볼록 렌즈이다. 보통 손잡이가 달린 테두리가 있다.
또한 외과 · 치과 의사, 보석 세공사, 시계공 등이 쓰는 작은 돋보기는 루페(loupe)라고 부른다. 루페는 로저 베이컨이 발명하였다.

## 역사
돋보기의 최초의 증거는 기원전 424년 아리스토파네스의 구름에서의 농담에서 비롯되며, 여기에서 불을 붙이기 위한 확대 렌즈가 약국에서 판매되었고 대 플리니우스의 렌즈는 물로 찬 유리구로 되어 있었으며 상처를 지지기 위해 사용하였다. (세네카는 얼마나 작은지에 관계 없이 글자를 읽는데 사용할 수 있었다고 쓰고 기록했다.) 로저 베이컨은 13세기 잉글랜드에서 돋보기의 속성을 기술했다. 안경은 13세기 이탈리아에서 개발되었다.

## 특징
확대경은 명시거리 이내의 거리에 있는 물체를 보기 위한 광학기계이다. 조그마한 물체를 볼 때는 눈을 되도록 그 물체에 가까이 하여 보면 크게 보이지만 어느 한도 이상을 접근시키면 눈의 초점을 조절하는 범위를 넘게 되어 전혀 보이지 않거나 혹은 보는 데 고통을 느끼게 된다. 정상적 시력을 가지고 있는 사람이 고통을 느끼지 않고서 가장 가까이 볼 수 있는 한도의 거리를 ‘명시거리(明視距離)’라고 부르며, 보통 약 25cm로 셈한다.
확대경에는 볼록 단(單)렌즈 외에 수차를 작게 하기 위하여 2개의 분리형, 3개의 접합형 등이 사용된다.

## 사진첩

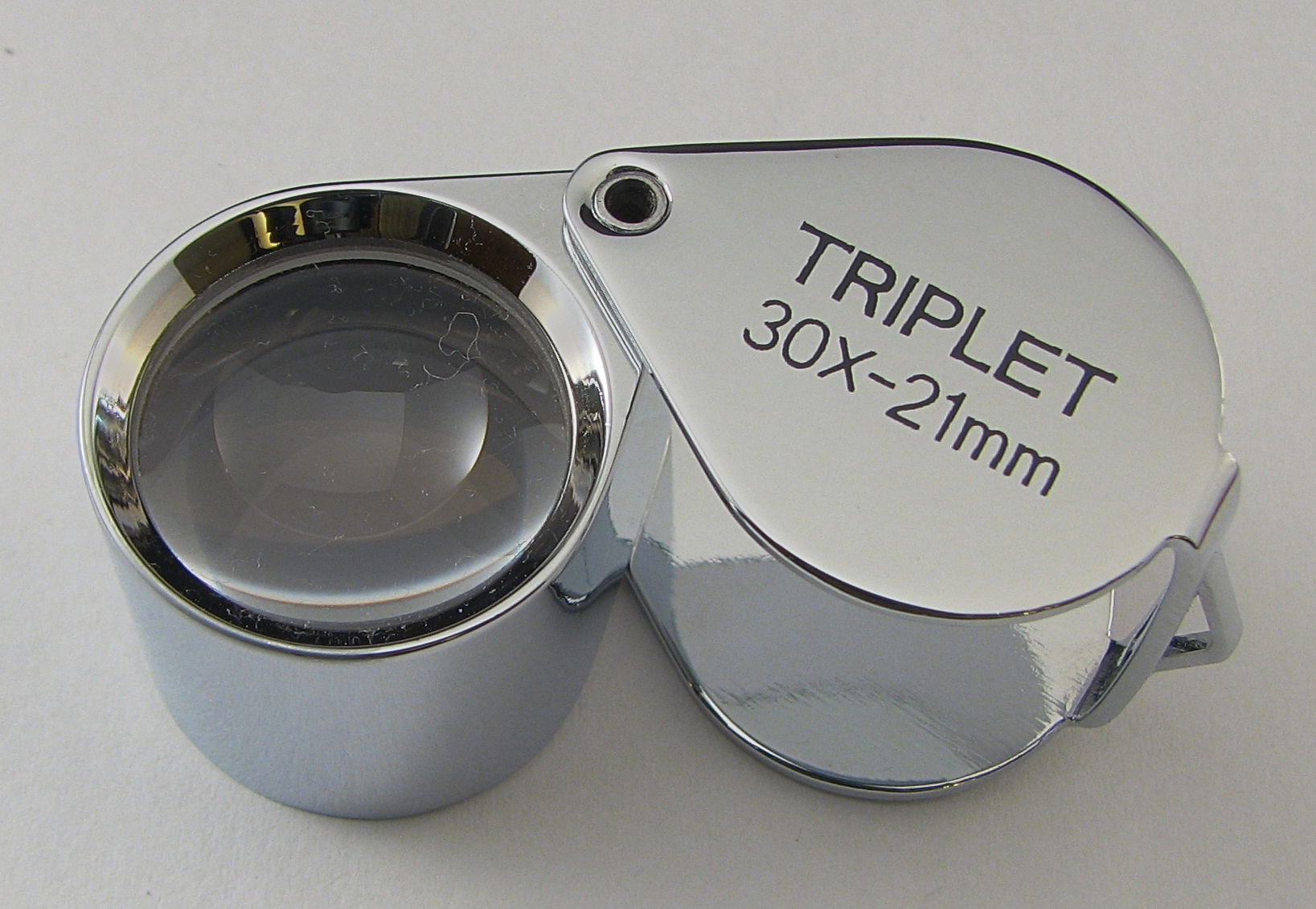
루페

## 같이 보기
- 안경
- 거울